# 湖棲帶平鰭鮠
湖棲帶平鰭鮠（学名：Zaireichthys lacustris）為輻鰭魚綱鯰形目平鰭鮠科的其中一種，為熱帶淡水魚，分布於非洲馬拉威湖流域，棲息深度10-30公尺，體長可達2.2公分，棲息在底層水域，生活習性不明。
其种加词“lacustris”意为“湖沼的”。